# Okres prenatalny

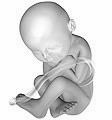
Ludzki płód

Okres prenatalny (od łac. prae 'przed' i natalis 'urodzeniowy') - okres od powstania zygoty do narodzin. Dzieli się na trzy okresy: 
- okres zygoty (jaja płodowego) - od poczęcia do czasu zagnieżdżenia (implantacji) zygoty w ścianie macicy, 3-4 dzień ciąży,
- okres zarodkowy (embrionalny) - do czasu wytworzenia łożyska, 5-10 tydzień ciąży,
- okres płodowy (fetalny) - do porodu, 11-40 tydzień ciąży.

Podział ciąży na trymestry, miesiące i tygodnie:
- Plemnik zapładniający komórkę jajowąI trymestr

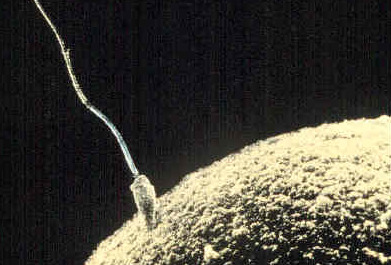
Plemnik zapładniający komórkę jajową

  - 1 miesiąc – od 0 do 4 tygodnia ciąży (rozpoczyna się w pierwszym dniu ostatniej miesiączki)
  - 2 miesiąc – od 5 do 9 tygodnia ciąży
  - 3 miesiąc – od 10 do 13 tygodnia ciąży
- II trymestr
  - 4 miesiąc – od 14 do 18 tygodnia ciąży
  - 5 miesiąc – od 19 do 22 tygodnia ciąży
  - 6 miesiąc – od 23 do 26 tygodnia ciąży
- III trymestr
  - 7 miesiąc – od 27 do 31 tygodnia ciąży
  - 8 miesiąc – od 32 do 36 tygodnia ciąży
  - 9 miesiąc – od 37 do 40 tygodnia ciąży (przyjmuje się za normę urodzenie 2 tygodnie przed jak i 2 tygodnie po terminie, czyli poród może odbyć się między 38 a 42 tygodniem).

## Pierwszy trymestr

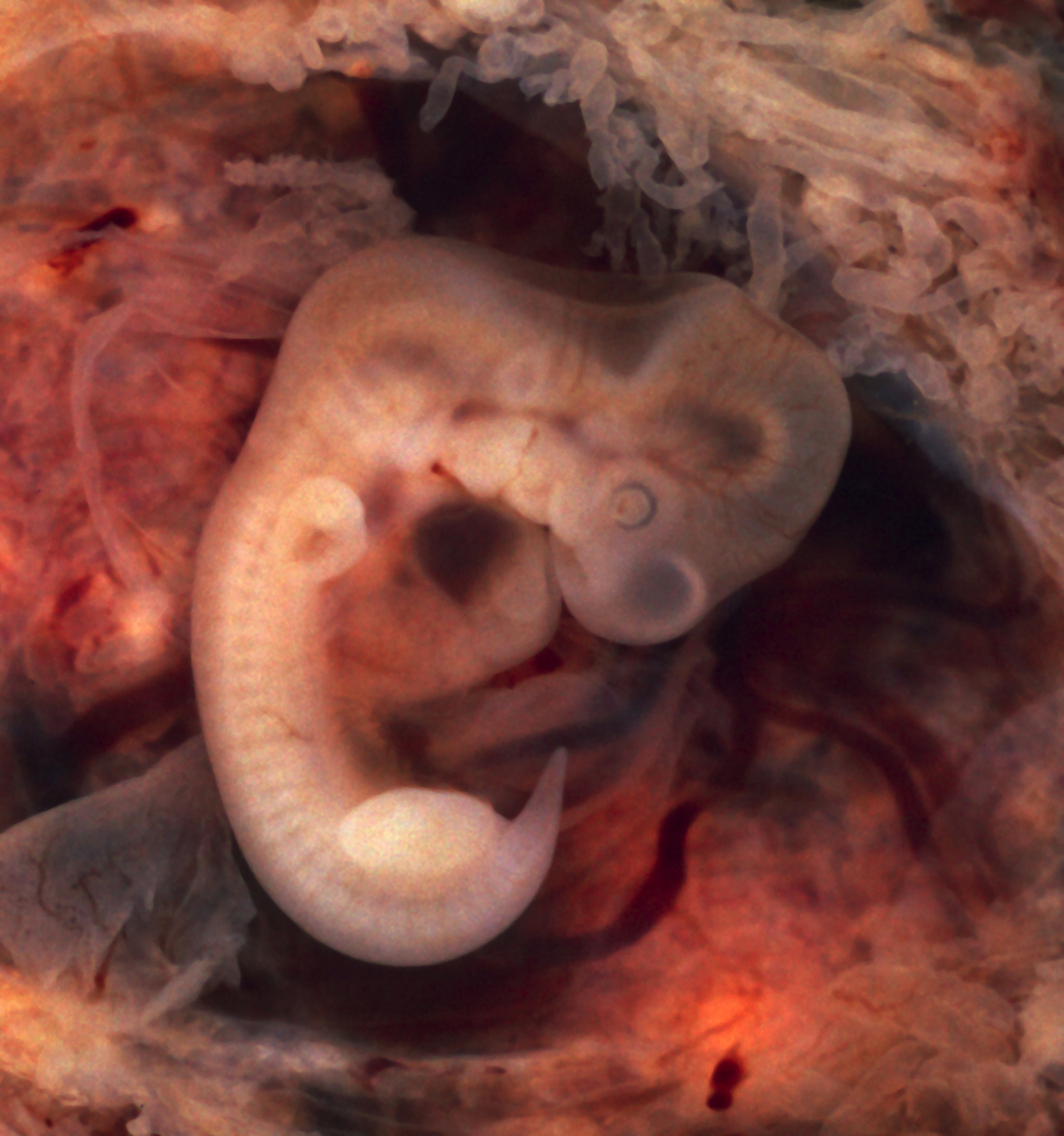
Ludzki zarodek w 7 tygodniu ciąży jajowodowej, wielkości 10 mm.

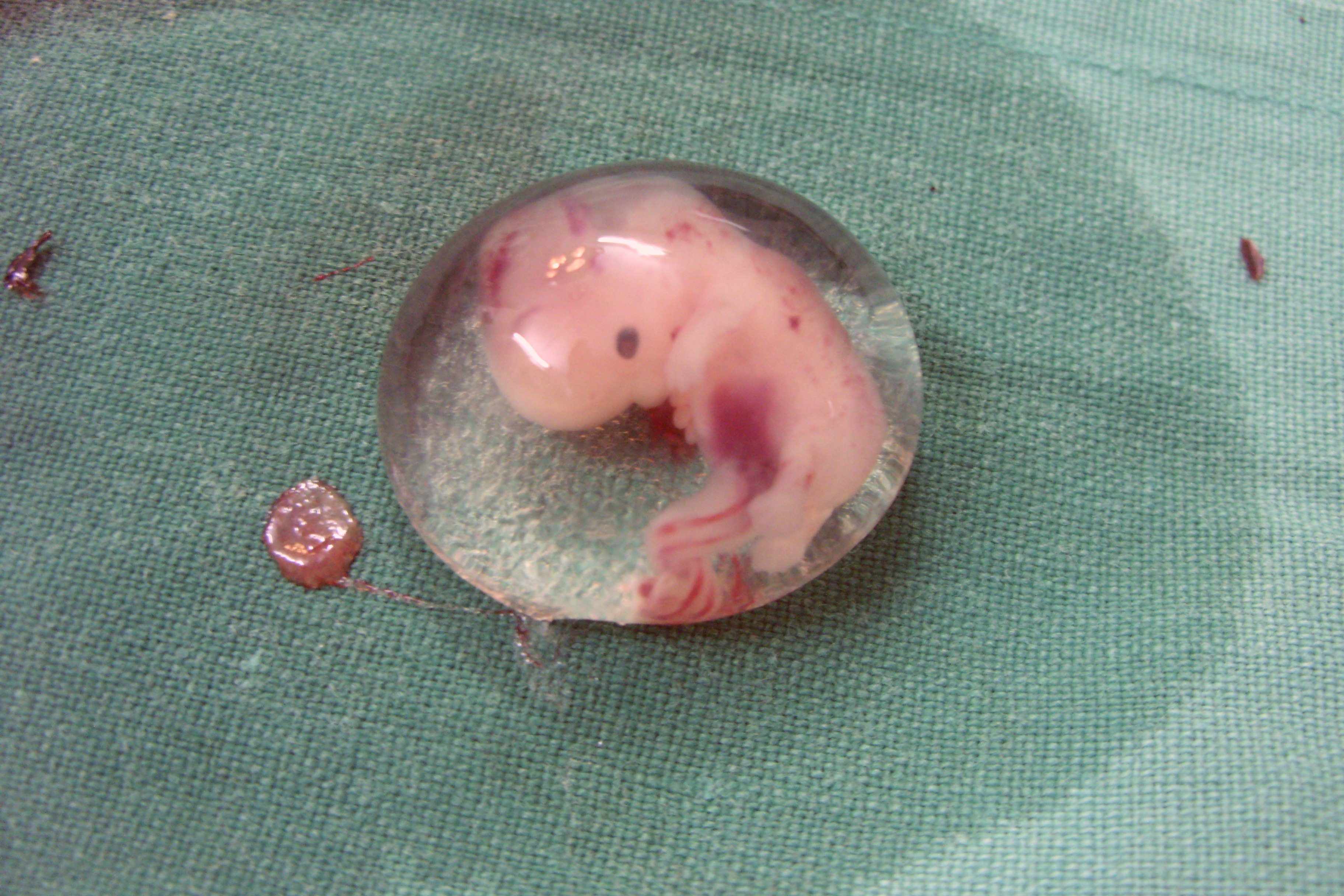
Ludzki zarodek w 8 tygodniu ciąży.

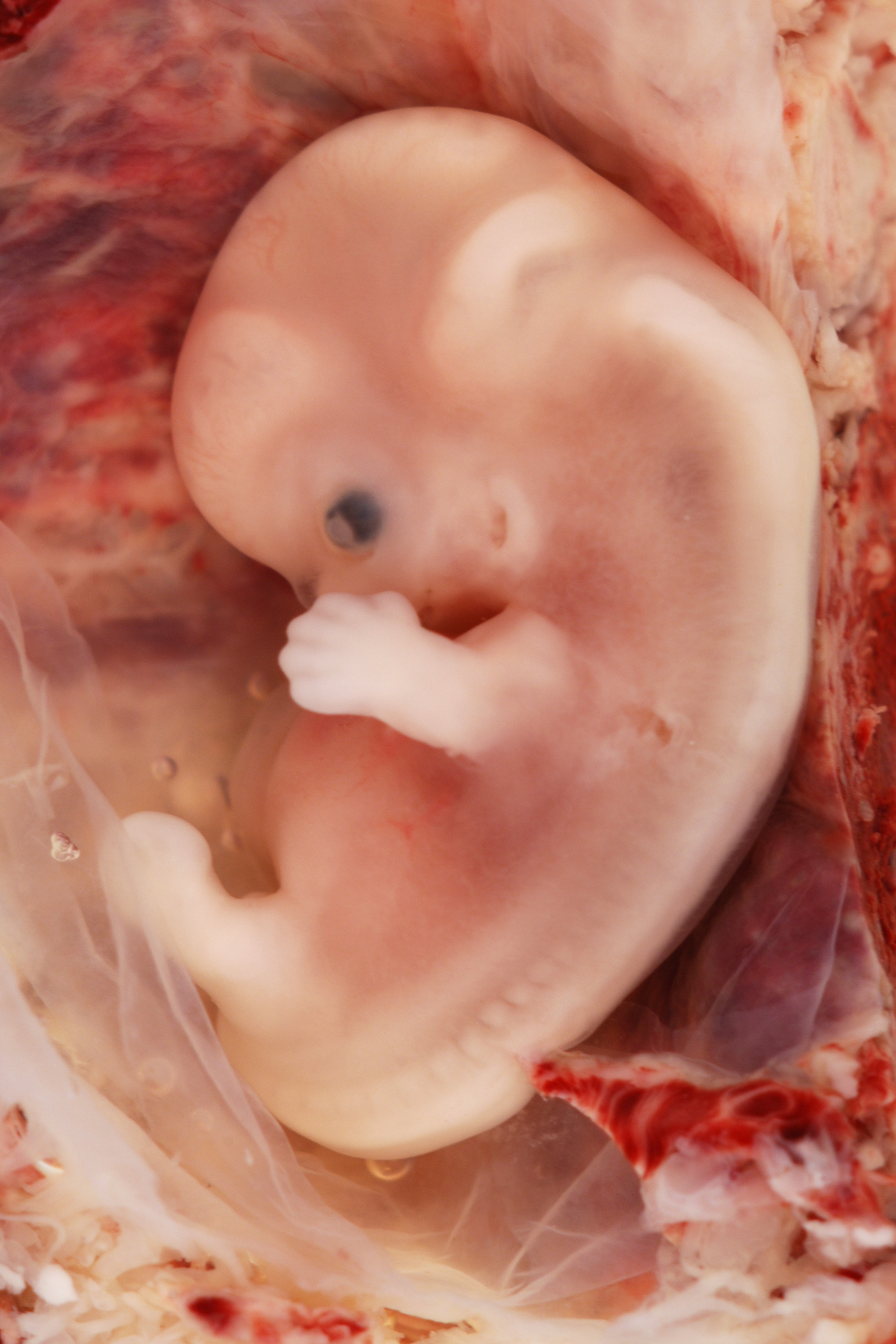
Ludzki zarodek w 9 tygodniu ciąży.

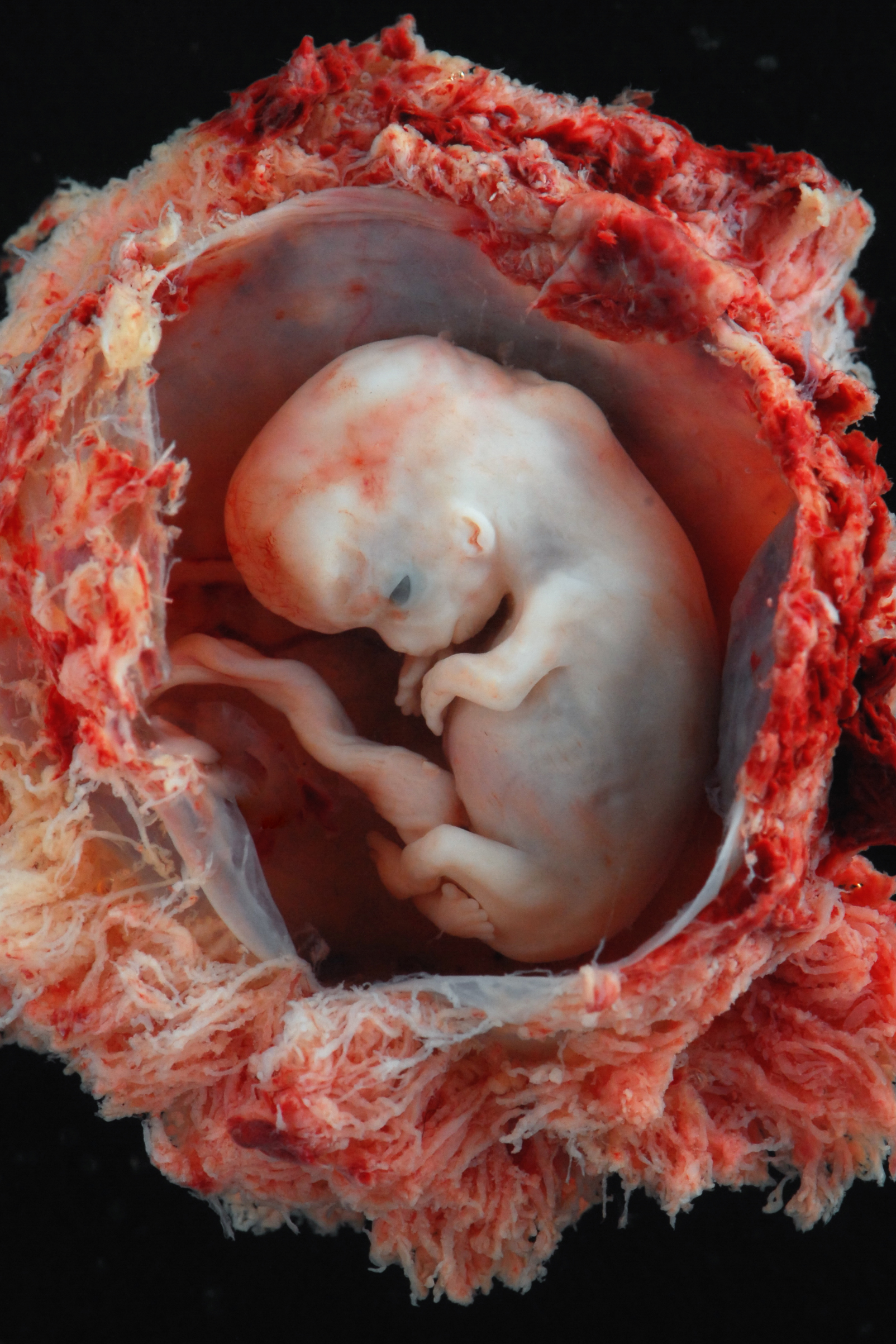
Ludzki zarodek w 10 tygodniu ciąży.

Pierwszy trymestr to okres najbardziej intensywnego rozwoju płodu.

### Pierwszy miesiąc
- okres szybkich podziałów zapłodnionej komórki,
- kończy się faza jaja płodowego, a rozpoczyna faza zarodkowa (embrionalna),
- zarysowuje się okolica głowy,
- tworzą się oczy,
- od około  20 dnia tworzy się prymitywna rurka sercowa,
- tworzy się zamknięty system naczyń krwionośnych,
- od około 22 dnia zaczyna pracować serce.
- powstają zaczątki 33 kręgów,
- pojawia się jama ustna, zawiązki narządów wewnętrznych, kończyn, uszu i nosa oraz 40 par mięśni,
- kończąc pierwszy miesiąc zarodek ludzki jest zwinięty w łuk, ma około 0,5 cm długości i waży poniżej 1 g.

### Drugi miesiąc
- okres tworzenia się podstawowych narządów (organogeneza),
- pojawiają się zawiązki dłoni i stóp, gruczołów rozrodczych, rozrodczych narządów płciowych,
- twarz nabiera bardziej ludzkiego wyglądu,
- głowa staje się największą częścią ciała,
- pojawiają się zawiązki zębów,
- w zawiązku oka powstaje barwnik widoczny przez przezroczystą skórę płodu,
- serce, szczęka i żuchwa są całkowicie uformowane,
- wytwarza się podniebienie i przewód nosowo-łzowy,
- wątroba podejmuje wytwarzanie komórek krwionośnych,
- tworzą się wargi i zawiązek języka,
- małżowina uszna przybiera kształt odziedziczony po rodzicach,
- drogi moczowo-płciowe i przewód pokarmowy oddzielają się od siebie,
- kostnieją żebra i kręgi,
- gałki oczne nabierają pigmentu, tworzą się powieki,
- na dłoniach pojawiają się główne linie papilarne,
- następuje rozwój gruczołów dokrewnych oraz kubków smakowych,
- u dziewczynek rozpoczyna się formowanie łechtaczki, u chłopców – moszny,
- kończąc drugi miesiąc zarodek mierzy 3 cm,
- kończy się zarodkowy okres rozwoju.

### Trzeci miesiąc
- rozpoczyna się płodowy okres życia,
- płód jest coraz bardziej aktywny, przejawia już indywidualne cechy w wyglądzie i zachowaniu,
- grubieje skóra i mięśnie,
- na skórze wyrasta meszek płodowy,
- powieki przykrywają oczy,
- na kończynach pojawiają się zawiązki paznokci,
- twarz ma już proporcje dziecięce,
- powstaje otwór odbytowy i gruczoły wytwarzające ślinę,
- nerki produkują mocz, kora nadnercza wydziela hormony,
- rozwijają się struny głosowe,
- płód ma 7,5 cm długości i waży 14 g.

## Drugi trymestr
Drugi trymestr – charakteryzuje go intensywny wzrost płodu oraz duże tempo rozwoju układu nerwowego.
Rozwój fizyczny:
- mózg osiąga pełną liczbę neuronów, które intensywnie się rozwijają;
- następuje mielinizacja – tworzenie się otoczki tłuszczowej wzdłuż włókien nerwowych w rdzeniu kręgowym; dzięki czemu szybszy i bardziej efektywny jest przebieg impulsów nerwowych.

### Czwarty miesiąc
- intensywny przyrost długości ciała do 25 cm i ciężaru do 20 dag,
- główka zajmuje 1/3 ciała, dzięki rozwojowi mięśni karku trzyma się prosto,
- na palcach pojawiają się poduszeczki dotykowe, a na nich linie papilarne,
- serce przepompowuje ok. 30 l krwi,
- tarczyca asymiluje jod i wydziela tyroksynę,
- organizm syntezuje białka,
- magazynowana jest brunatna tkanka tłuszczowa, która zostaje przekształcona bezpośrednio w energię,
- zwiększa się ilość płynu owodniowego, który zapewnia utrzymanie stałej temperatury, łagodzi wstrząsy i skutki urazów fizycznych matki,
- mózg dynamicznie dojrzewa, na jego powierzchni pojawiają się bruzdy (bruzda Sylwiusza) i zwoje,
- uformowany jest móżdżek,
- powstają nowe połączenia nerwowe,
- w przedniej części kory mózgowej tworzy się mapa ruchowa i czuciowa ciała.

### Piąty miesiąc
- płód osiąga do 30 cm długości i do 40 dag wagi;
- porost włosów, brwi i rzęs, pojawienie się paznokci;
- wysłuchiwane tony serca;
- w mózgu uwidacznia się bruzda czołowa, ciemieniowo-potyliczna i ostrogowa oraz spoidła;
- stopniowo aktywność płodu staje się regularna i cyklicznie zmienia się → faza czuwania, snu; w tym momencie bardzo dużo zależy od temperamentu a także stylu życia matki.

### Szósty miesiąc
- ciało płodu powoli staje się proporcjonalne,
- długość ciała do 35 cm, waga od 50 do 70 dag,
- wytwarzają się więzadła stawowe,
- szkielet intensywnie kostnieje,
- płód magazynuje substancje potrzebne po urodzeniu: wapń, żelazo, białko, przeciwciała,
- dojrzewają narządy wewnętrzne,
- kończy się wzrost liczby komórek i zwojów nerwowych,
- gęstnieje sieć wiązań nerwowych.

## Trzeci trymestr
Trzeci trymestr to okres, w którym wzrasta możliwość przeżycia płodu poza organizmem matki.

### Siódmy miesiąc
- płód osiąga ok. 40 cm długości i waży 90-135 dag,
- w dalszym ciągu rosną włosy i paznokcie,
- u chłopców jądra z jamy brzusznej zsuwają się do moszny,
- zmniejsza się przestrzeń wokół płodu, co utrudnia swobodne poruszanie się,
- powstają wzorce pamięciowe ruchów,
- większość odruchów wrodzonych jest już widoczna (np. odruch ssania, poszukiwania pokarmu, kroczenia czy chwytania).

#### Siódmy/ósmy miesiąc
- pojawia się intensywna aktywność kory mózgowej,
- układ nerwowy sprawniej koordynuje ruchami ciała, zawiaduje czynnościami, myśleniem i uczuciami,
- płód coraz częściej przybiera pozycję główkową w dół,
- wytwarza się zdolność lewej półkuli mózgowej do przyjmowania dźwięków mowy, a prawej – muzyki.

### Ósmy miesiąc
- płód waży 1800-2200g,
- skóra wygładza się i różowieje,
- ciało przybiera kształt bardziej zaokrąglony,
- nadal dojrzewają narządy wewnętrzne, zwłaszcza układ oddechowy.

### Dziewiąty miesiąc
- na 2 tygodnie przed urodzeniem płód przestaje rosnąć,
- w jelicie grubym gromadzą się martwe komórki przewodu pokarmowego oraz połknięte włoski utraconego meszku płodowego.